# マテウス・メーリアン (子)
マテウス・メーリアン（Matthäus Merian、1621年3月25日 – 1687年2月15日）は、スイス生まれの版画家、肖像画家である。

## 略歴
バーゼルで生まれた。有名なイラストレータ、版画家の同名の父親マテウス・メーリアン（Matthäus Merian der Ältere: 1593-1650)とフランクフルトの出版社を営むテーオドル・ド・ブリの娘との結婚から生まれた長子である。父親と区別するために「Matthäus Merian der Jüngere」と呼ばれる。1623年に母方の祖父が亡くなった後、父親は祖父のフランクフルトの出版社を運営した。植物や昆虫などを詳細に描いたイラストで知られる画家のマリア・ジビーラ・メーリアン(1647-1717)の異母兄である 。弟のカスパー・メーリアン(Caspar Merian: 1627-1686)も版画家として知られている。
フランクフルト生まれの画家、版画家のヨアヒム・フォン・ザンドラルト(1606-1688)の弟子になり、1637年にザンドラルトとアムステルダムに移った。1639年にロンドンに移り、アンソニー・ヴァン・ダイク(1599-1641)のもとで修行し、1641年にはパリを訪れた。
1642年にフランクフルトに戻り、1643年から1647年の間はイタリアで修行した。1647年に三十年戦争の和平会議に外交団に参加して各国の参加者の肖像画を描き、この頃スウェーデンの将軍、カール・グスタフ・ランゲルのために働き、何点かの肖像画を描いた。
1650年に父親が亡くなった後、弟のカスパー・メリアンと父親の出版社を経営し、父親が出版を始めた『Topographia Germaniae』（ドイツ都市図）と『Theatrum Europaeum』の出版を継続しだが、出版社の経営には積極的でなかったとされる。
1658年にフランクフルトで行われた戴冠式での神聖ローマ皇帝、レオポルト1世の肖像画を描くなど、肖像画家として成功し、バンベルクの聖堂(Bamberg Cathedral)やフランクフルトのパウロ教会(Paulskirche)の祭壇画も描いた。

## 作品

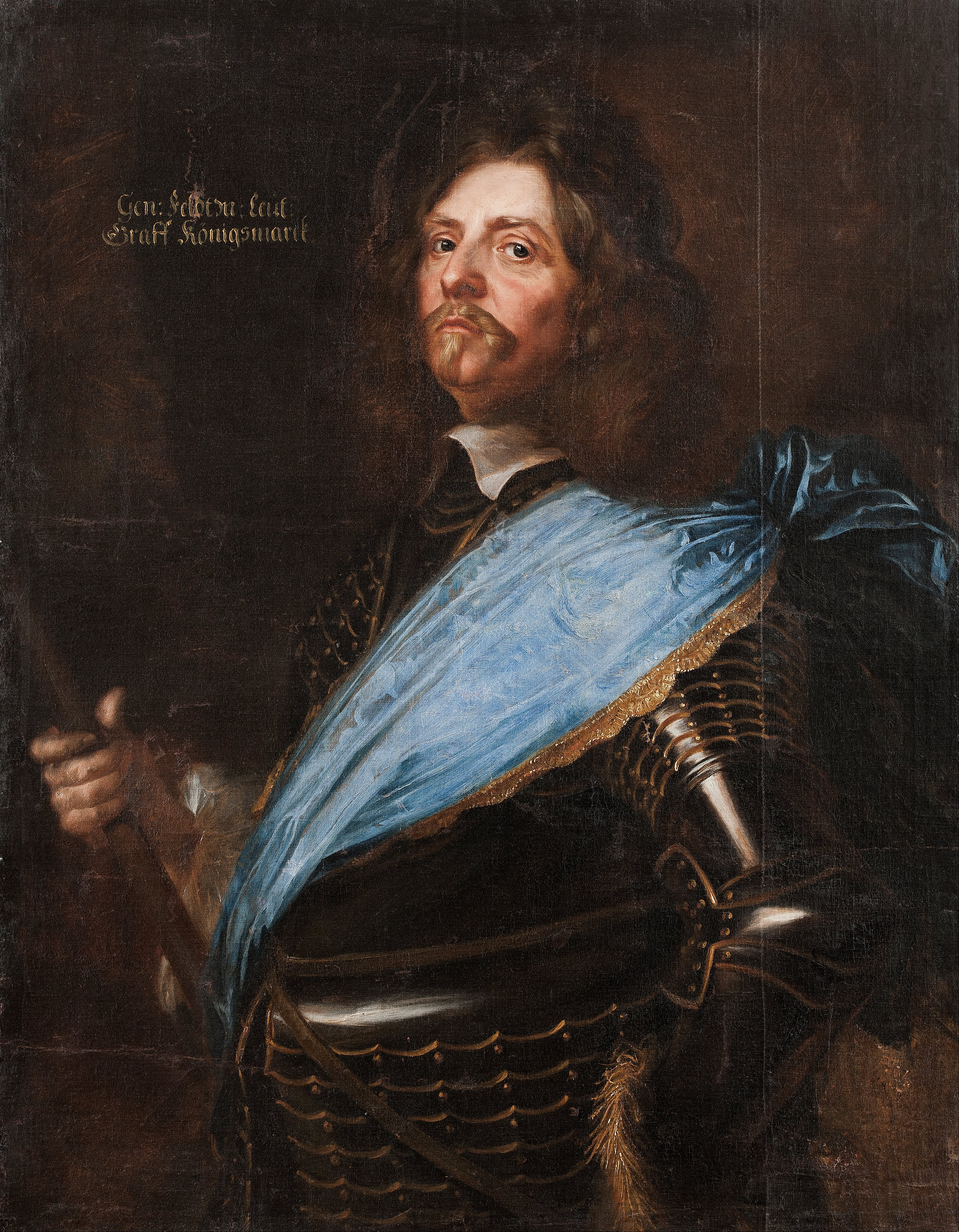
Hans Christoff von Königsmarck（軍人）(1651)、Skokloster Castle蔵
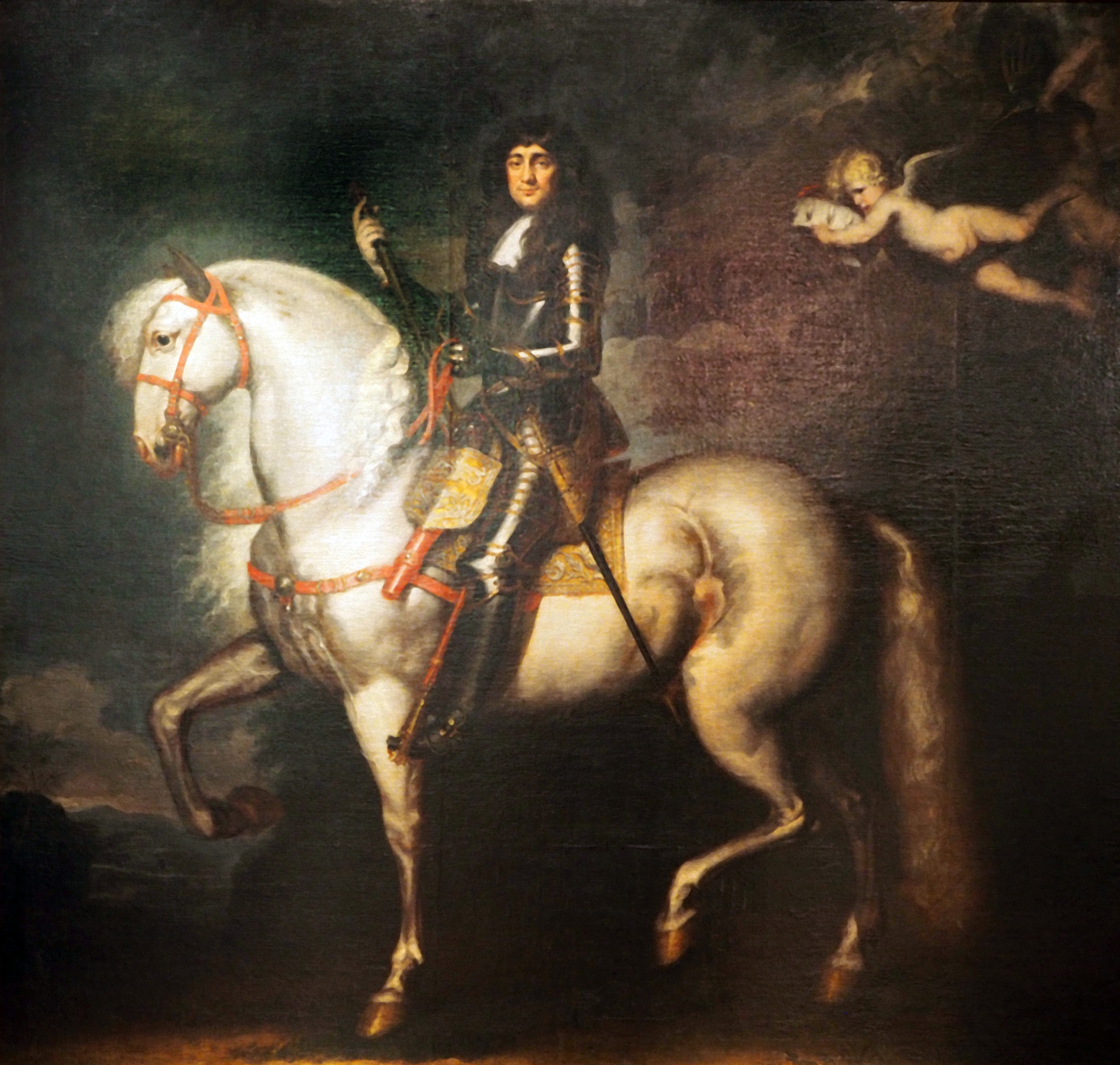
Christian Ludwig, Herzog von Braunschweig-Lüneburg、(1660)、
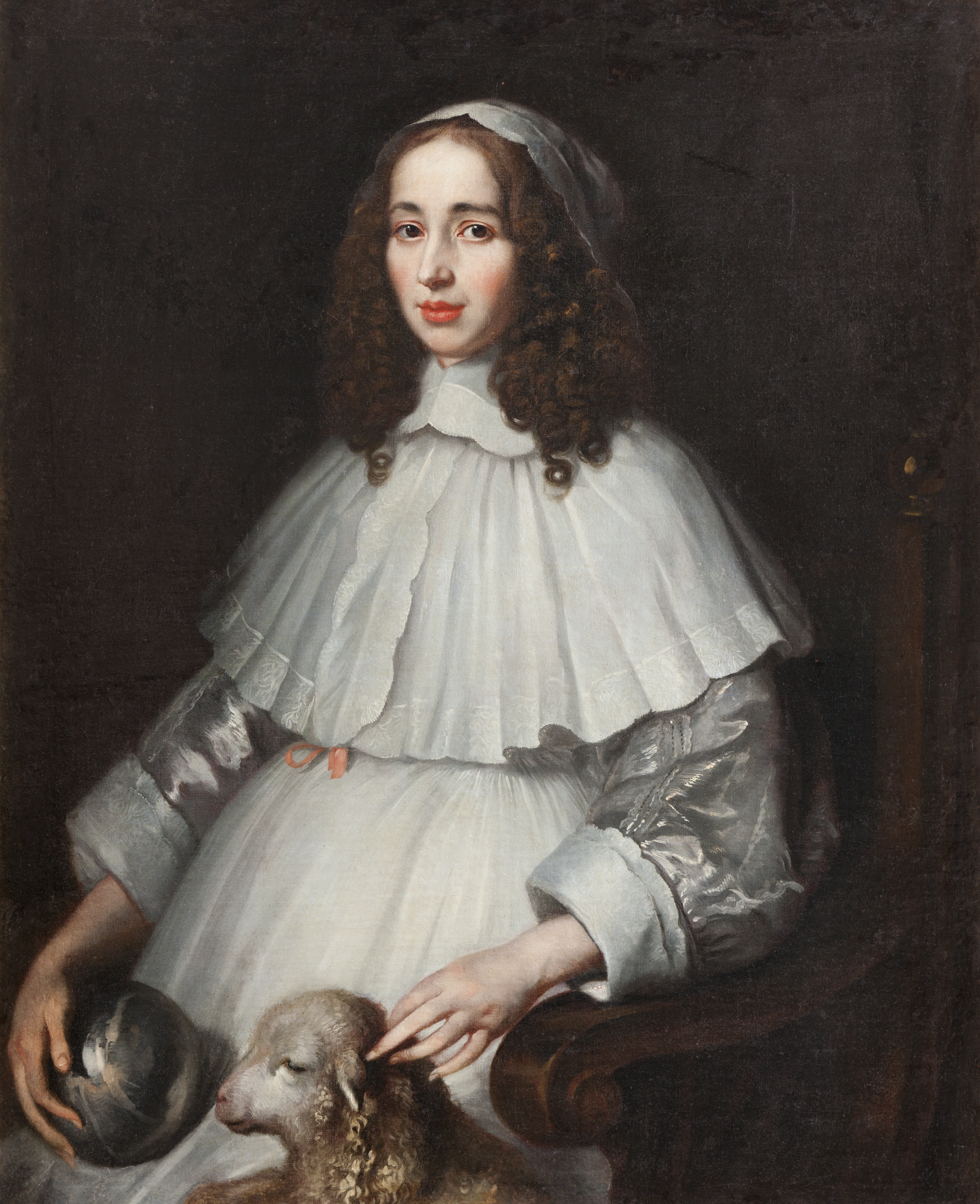
Anna Margareta von Haugwitz
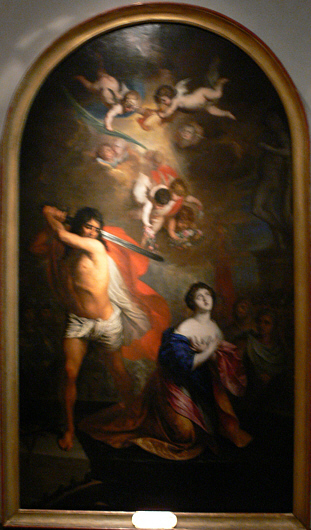
宗教画